# Herbertia indica
Herbertia indica är en stekelart som beskrevs av Burks 1959. Herbertia indica ingår i släktet Herbertia och familjen puppglanssteklar.
Artens utbredningsområde är Sri Lanka. Inga underarter finns listade i Catalogue of Life.